# دانترولين
الدانترولين (بالإنجليزية: Dantrolene)‏ هو من مُرخِيات العَضَلات الهيكليَّة ذات التَّأثير المباشر  direct-acting skeletal muscle relaxants.
هذا الدَّواءُ يتدخَّل في الإشارات العصبيَّة التي تستقبلها العضلاتُ لجعلها أقلَّ استجابةً عن طريق خفض تَركيز الكالسيوم داخِل الخلايا. ونَتيجةً لذلك، تسترخي العضلاتُ ويَقِلُّ الشدُّ العضلي. كما أنَّ الدَّانترولين يعمل على تخفيف الآلام من خِلال الدِّماغ.
وهو الدواء الأول الذي استخدم في علاج ووقاية ارتفاع الحرارة الخبيث وهو اضطراب نادر ومهدد للحياة يتحرض عند التعرض للتخدير العام. كما أنه يستخدم في علاج التشنجات العضلية الناتجة عن السكتات الدماغية، الشلل النصفي أو مرضى التصلب اللويحي.
تنصح المستشفى بالحفاظ على مخزون من الدانترولين كحد أدنى 36 زجاجة (720 ملغ) وهي كافية لشخص بالغ 70 كغ.

## تاريخ
وصف الدانترولين لأول مرة في الأدب العلمي عام 1967, باعتباره أحد مشتقات الهيدانتوين المقترحة كصنف جديد من المرخيات العضلية. بعدها خضع الدانترولين للتطوير بعدة مراحل، ووصف عملها على العضلات الهيكلية بالتفصيل عام 1973.
استخدم الدانترولين بشكل واسع في علاج التشنج العضلي قبل أن تكتشف فاعليته في علاج ارتفاع الحرارة الخبيث من قبل أخصائي التخدير الجنوب أفريقي غايسفورد هاريسون وذكر ذلك في مقال تاريخي عام 1975في المجلة البريطانية لتخدير ( المجلة البريطانية للتخدير). هاريسون كان يحرض تجريبيا ارتفاع الحرارة الخبيث عن طريق التخدير بالهالوتان للخنازير المؤهبة وراثيا، وحصل على نسبة بقيا 87.5%، حيث سبعة من كل ثمان تجارب نجت بعد تطبيق الدانترولين وريديا. وتأكدت فعالية الدانترولين على الإنسان لاحقا، من خلال دراسة كبيرة متعددة المراكز نشرت عام 1982، وأكدت وبائيا عام 1993. قبل الدانترولين كان البروكائين هو الدواء الوحيد المتاح لعلاج ارتفاع الحرارة الخبيث وكانت نسبة الوفيات 60% على الحيوانات.

## مضادات الاستطباب
الدانترولين الفموي لايستخدم في:
- مرضى لديهم مرض كبدي
- مرضى لديهم رئة مضعفة
- مرضى لديهم اضطراب قلبي وعائي خطير
- مرضى لديهم حساسية اتجاه الدانترولين
- الأطفال تحت 5 سنوات
- الأشخاص الذين بحاجة إلى قوة عضلية جيدة للحفاظ على التوازن

في حال كان الاستطباب حالة إسعافية مثل ارتفاع الحرارة الخبيث، مضاد الاستطباب الوحيد البارز هو فرط الحساسية اتجاه المركب.

### الحمل والإرضاع
لايوجد دراسة كافية حول الأمان أثناء الحمل عند الإنسان، لذا يجب أن لايستخدم إلا إذا كان الاستطباب واضح. ممكن ضعف مقوية عند الولدان إذا استخدم قبيل الولادة.
الدانترولين يجب أن لايعطى خلال الرضاعة الطبيعية. إذا كان العلاج ضروري، يجب أن يوقف الإرضاع الطبيعي.

## التأثيرات الجانبية
كثيرا ماتلاحظ التأثيرات الجانبية على الجهاز العصبي المركزي وتشمل اضطرابات بصرية وكلامية، اكتئاب وتخليط ذهني، هلوسات، صداع، أرق، تفاقم شدة الصرع وزيادة التوتر والعصبية. وقد لوحظت حالات نادرة من تثبيط للتنفس أو الاختناق. الدانترولين غالبا مايسبب تركين شديد يجعل المريض غير قادر على القيادة أو تشغيل الآلات.
التأثيرات الجانبية على الجهاز الهضمي تتضمن طعم سئ، نقص شهية، غثيان وإقياء، مغص، إسهال.
التأثيرات الجانبية على الكبد تشاهد إما ارتفاع لاعرضي لانزيمات الكبد و/أو البيليروبين، أو بشكل أخطر التهاب كبد. خطر الإصابة بالتهاب كبد يرتبط بفترة العلاج والجرعة اليومية. في المرضى الذين يعالجون من ارتفاع الحرارة، لم يلاحظ أي سمية على الكبد.
انصباب الجنب والتهاب الكيس الليفي حول القلب شوهدت بالعلاج الفموي فقط، في حالات نادرة ضرر لنقي العظم.
الضعف العضلي ممكن أن يستمر لعدة أيام بعد إيقاف العلاج.

## الطفرات وقابلية التسرطن
إلى هذا الوقت غير واضح إذا كان للدانترولين تأثيرات مسرطنة.

## آلية العمل
الدانترولين يخفف من آلية تحفيز تقلص العضلات الهيكلية عن طريق الارتباط بمستقبلات الكالسيوم وبالتالي خفض تركيز الكالسيوم داخل الخلايا.

## الكيمياء
كيميائيا هو مشتق هيدانتويني، ولكن ليس له خواص مضادة للصرع مثل مشتقات الهيدانتوين الأخرى (مثل الفينيتوين).
انحلالية الدانترولين الضعيفة في الماء تؤدي إلى بعض الصعوبات في استخدامها. نظير الدانترولين الأكثر انحلالية في الماء (الأزومولين) هو قيد التطوير للاستخدامات المماثلة. الأزومولين لديه رواسب البروم بدلا من النيترو الموجودة في الدانترولين وهي قابلة للانحلال في الماء أكثر 30 مرة.

## التداخل الدوائي
ممكن أن يتداخل الدانترولين مع الأدوية التالية:
- حاصرات قنوات الكلس من نوع الديلتيازيم/فيراباميل: العلاج بالدانترولين الوريدي المترافق مع حاصرات قنواة الكلس ممكن أن يؤدي إلى تدهور شديد في الجهاز القلبي الوعائي، لانظميات، ضعف العضلة القلبية، ارتفاع البوتاسيوم في الدم.
- مثبطات الجملة العصبية المركزية: تزيد فعل التركين، البنزوديازيبينات أيضا تسبب زيادة ضعف العضلات.
- مانعات الحمل الفموية والعلاج الهرموني المتضمن الاستروجين تزيد احتمالية السمية الكبدية في استخدامها مع الدانترولين خاصة في النساء فوق 30 سنة.